# Giovanni Battista Rabino
Giovanni Battista Rabino, también conocido como Gianni Rabino (Montaldo Scarampi; 15 de diciembre de 1931-Asti; 12 de marzo de 2020) fue un político italiano del partido Democracia Cristiana que fue miembro de la Cámara de Diputados de 1983 a 1992, luego un solo mandato, entre 1992 y 1994, como senador. 

## Biografía
Nació en Montaldo Scarampi en 1931 fue director de la Coldiretti de Alessandria entre 1973 y 1983, fecha en la que fue elegido diputado por primera vez, la segunda fue en los 90. Además fue miembro y presidente del Comité de Defensa y del Comité de Agricultura, donde defendió los movimientos de los campesinos de los años 60 y 70 dada su capacidad de diálogo. Fue alcalde de la ciudad entre 2005 y 2009, tras lo cual pasó a la política nacional.
Tras su jubilación continuó ocupando varios cargos públicos, entre ellos la presidencia del Rotary Club de Asti.
Casado con Noris, tuvo dos hijos Henry Rabino, abogado; Andrea, ortopedista.
Fue uno de los treinta y cuatro ancianos que regresaron  el 18 de febrero de 2020 de un hotel en Alassio donde pasaban unas vacaciones. Infectado por el COVID-19 fue ingresado el día 19 de febrero en la UCI del hospital Cardinal Massaia de Asti el 26 de febrero. Murió a consecuencia del COVID-19 en dicho hospital el 12 de marzo de 2020 a los 88 años. Su funeral se celebró dos días después en el cementerio de Montaldo Scarampi.